# Simulium abatanense
Simulium abatanense es una especie de insecto del género Simulium, familia Simuliidae, orden Diptera. Fue descrita por Takaoka en 1983.
Se encuentra en las Filipinas.